# Buccicrenatinae
Buccicrenatinae es una subfamilia de foraminíferos bentónicos de la familia Cyclamminidae, de la superfamilia Loftusioidea, del suborden Loftusiina y del orden Loftusiida. Su rango cronoestratigráfico abarca desde el Oxfordiense superior (Jurásico superior) hasta el Cenomaniense (Cretácico superior).

## Discusión
Clasificaciones previas incluían Buccicrenatinae en el suborden Textulariina o en el orden Textulariida o en el Orden Lituolida.

## Clasificación
Buccicrenatinae incluye a los siguientes géneros:
- Buccicrenata †

Otro género asignado a Buccicrenatinae y clasificado actualmente en otra familia es: 
- Everticyclammina †, ahora en la Familia Everticyclamminidae